# احمد داووداغلو
احمد داووداُغلو (به ترکی استانبولی: Ahmet Davutoğlu) (زادهٔ قونیه، ۱۹۵۹) از سیاستمداران و دیپلمات‌های ترکیه، و نخست‌وزیر سابق ترکیه است.

## زندگی‌نامه
او از دانشگاه بُغازیچی مدرک کارشناسی در رشتهٔ اداره عمومی و فوق دکترا در علوم سیاسی و روابط بین‌الملل دریافت کرده‌است.
او در میان سال‌های ۱۹۹۳ و ۱۹۹۹ در دانشگاه مرمره به کار اشتغال داشت و در سال ۱۹۹۹ استاد تمام در این دانشگاه شد.
رساله دکتری وی دربارهٔ عمق راهبردی ترکیه و احیای تفکر نو عثمانی است.

## زندگی سیاسی
او از تاریخ ۱ مه ۲۰۰۹ به سمت وزیر خارجه ترکیه گمارده شد و پیش از آن رایزن ارشد نخست‌وزیر ترکیه بود. در مرداد ۱۳۹۳، رجب طیب اردوغان رئیس‌جمهور ترکیه، احمد داوود اوغلو، وزیر خارجه این کشور را به عنوان نخست‌وزیر انتخاب کرده و حزب عدالت و توسعه او را به عنوان رئیس حزب برگزید.
احمد داووداغلو در ۱۶ اردیبهشت ۱۳۹۵ برکناری‌اش از نخست‌وزیری ترکیه را اعلام کرد.
او رد سال ۲۰۱۹ از حزب عدالت و توسعه جدا شده و حزب آینده را بنا نهاد. او در انتخابات ۲۰۲۳ ترکیه بخشی از ائتلاف ملت یا میز۶ گانه را تشکیل داده و از نامزد این حزب یعنی کمال قلیچداراوغلو حمایت کرد.

## سیاست عمق استراتژیک و مشکل صفر
بر اساس مقالات اوغلو در ینی شفق و کتاب عمق استراتژیک، چشم‌انداز سیاست خارجی ترکیه بر بنیاد سیاست نئو عثمانی یعنی برقراری روابط نزدیک با سرزمین‌های امپراتوری عثمانی و سیاست مشکل صفر بنیاد شد. او در مورد سیاست مشکل صفر چنین می‌گوید: "اگر سایر بازیگران به ارزش‌های ما احترام بگذارند، سیاست بدون مشکل امکان‌پذیر است، اما این بدان معنا نیست که برای داشتن رابطه خوب باید در برابر دیگران سکوت کنیم. "
احمد داوود اوغلو سیاست خارجی خود را بر چهار ستون اصلی بنا کرد. اولی «تقسیم ناپذیری امنیتی»، دومی «گفتگو»، سومی «همبستگی اقتصادی» و چهارمی «هماهنگی فرهنگی و احترام متقابل» است. داوود اوغلو هدف سیاست خود را «ادغام ملل مختلف و توسعه تفاهم فرهنگی بین ادیان و نژادهای مختلف و همچنین برقراری روابط همکاری و گفتگوی مسالمت آمیز برای حل بحران‌های نوظهور» عنوان کرد.

## تخریب تلاشهای صلح ایران در سوریه
ترکیه به مدیریت داوود اوغلو در دوران آغاز جنگ داخلی سوریه تلاشهای ایران برای گفتگو میان اسد و مخالفانش را تخریب می‌کرد. وبگاه انتخاب در این باره می‌نویسد: « هر زمان که در گیری ها جدی می‌شد و هر وقت که اوضاع مخالفان یعنی گروه‌های مورد حمایت ترکیه، عراق، قطر، عربستان و آمریکا آشفته می‌شد، داود اوغلو گوشی را برمی‌داشت و به صالحی زنگ می‌زد و می‌گفت: «فعلاً اوضاع خیلی خطرناک است. از مسجد فلان درگیری‌ها شروع شده و نیروهای بشار اسد ما را مورد تعرض قرار دادند. این چه رفتاری است که بشار اسد انجام می‌دهد؟ شما به او تذکر دهید. بگویید که متوقف کند که وضع خیلی بد خواهد شد».
داود اوغلو چند بار دیگر هم با صالحی تماس می‌گیرد و سعی می‌کند که بر او فشار آورد تا اسد قدری کوتاه بیاید که یک‌بار صالحی با عصبانیت به او می‌گوید: «تو سه ماه است به من زنگ می‌زنی و هر بار فقط نام یک مسجد را می‌بری و اسم مسجد هم تغییر نمی‌کند و می‌گویی که مسجد فلان مورد تهاجم قرار گرفته است و نیروهای بشار این کار را کرده‌اند. اقلاً یک بار نام این مسجد را تغییر بده! اگر بشار اسد با مساجد دشمنی داشت، بهترین زمان برای تخریب آن‌ها زمانی بود که سوریه آرام بود و ایشان هم در اوج قدرت بود»

## نوشته‌ها
- Alternative Paradigms: The Impact of Islamic and Western Weltanschauungs on Political Theory. University Press of America, 1993 (الگوهای متفاوت: تأثیر جهان‌بینی‌های اسلامی و غربی بر نظریه سیاسی).
- Civilizational Transformation and the Muslim World. K.L. , Quill, 1994 (دگردیسی تمدنی و جهان اسلام).
- Tarih idraki oluşumunda metodolojinin rolü: Medeniyetlerarası etkileşim açısından dünya tarihi ve Osmanlı. Divan Dergisi, 1999/2 (نقش روش‌شناسی در درک شکل‌گیری تاریخ: تعامل تمدنی در زمینه تاریخ جهان و عثمانی).
- Rewriting of Muslim Politics in the 20th Century: A Retrospective. Border Crossings (ed. Fred Dallmayr, Lexington, 2000, 91-112) (بازنویسی سیاست اسلامی در سدهٔ بیستم: یک پس‌نگاه).
- Stratejik derinlik: Türkiye'nin uluslararası konumu. Küre Yayınları, ۲۰۰۱ (عمق راهبردی: وضعیت بین‌المللی ترکیه).
- Küresel Bunalım. Küre, 2002. (رکود جهانی)
- Osmanlı Medeniyeti: Siyaset İktisat Sanat. Klasik, 2005 (تمدن عثمانی: سیاست، اقتصاد، هنر).

## نگارخانه

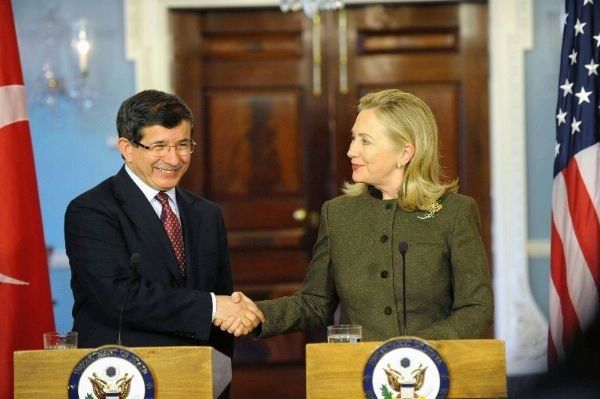
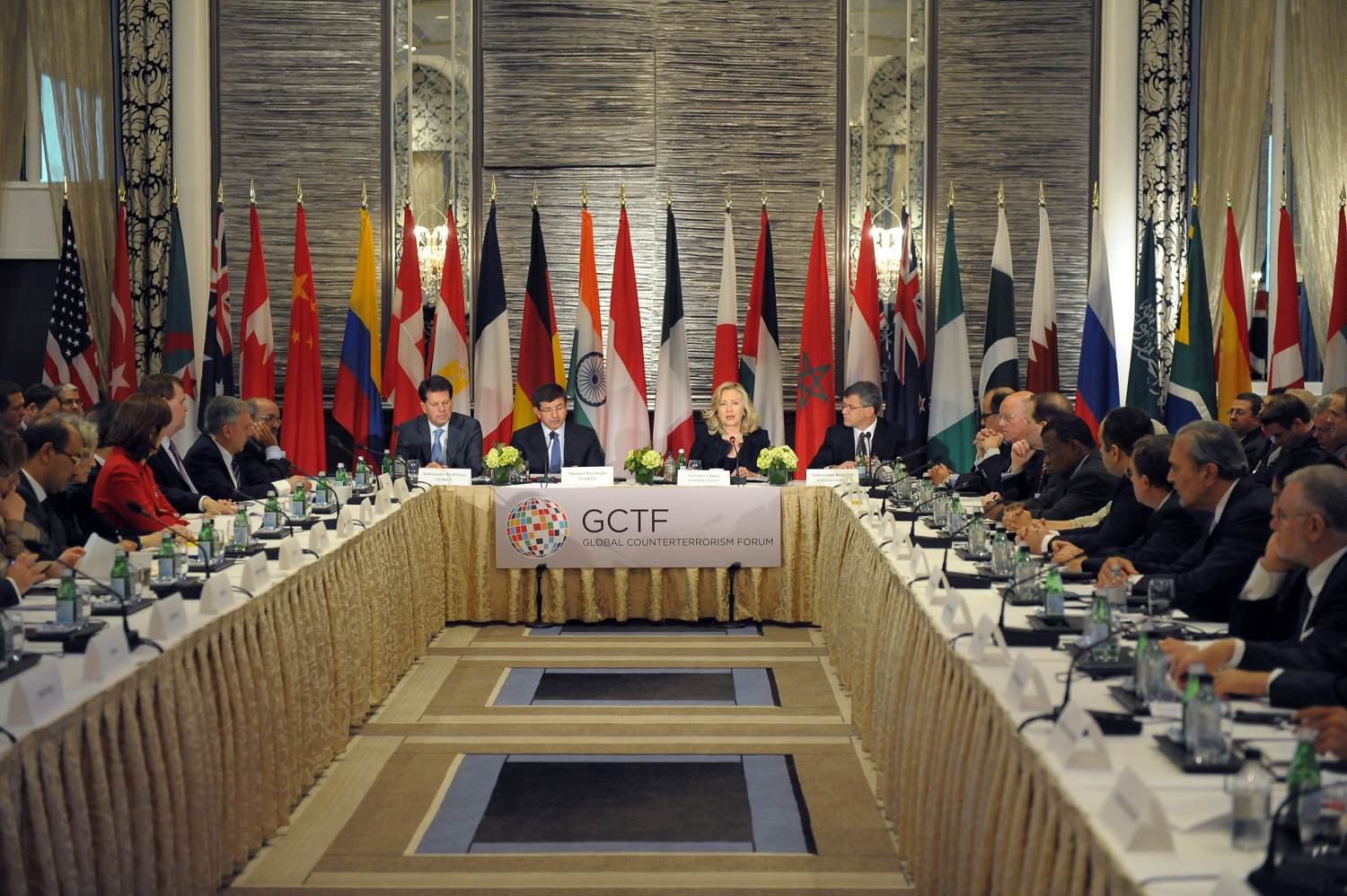
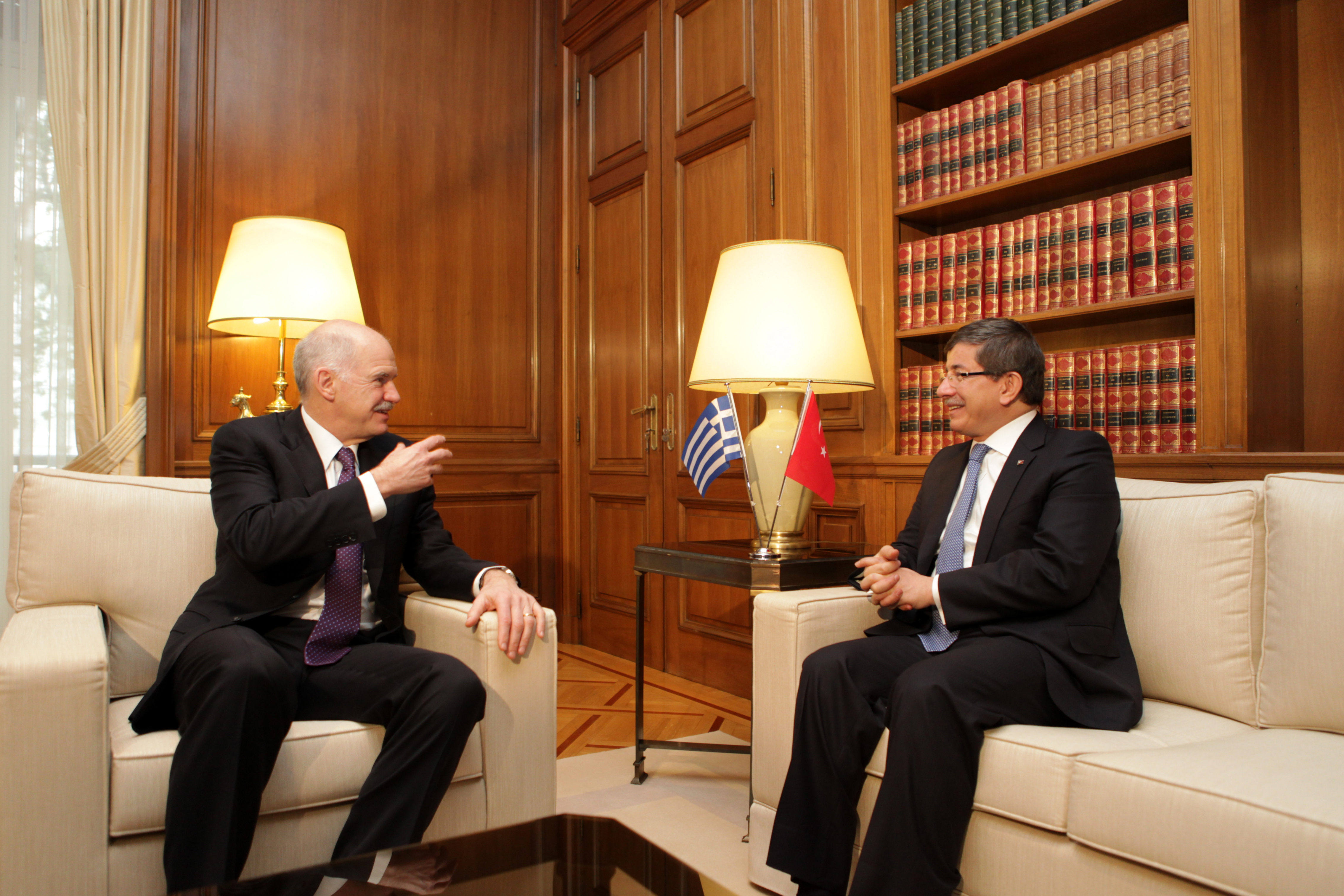
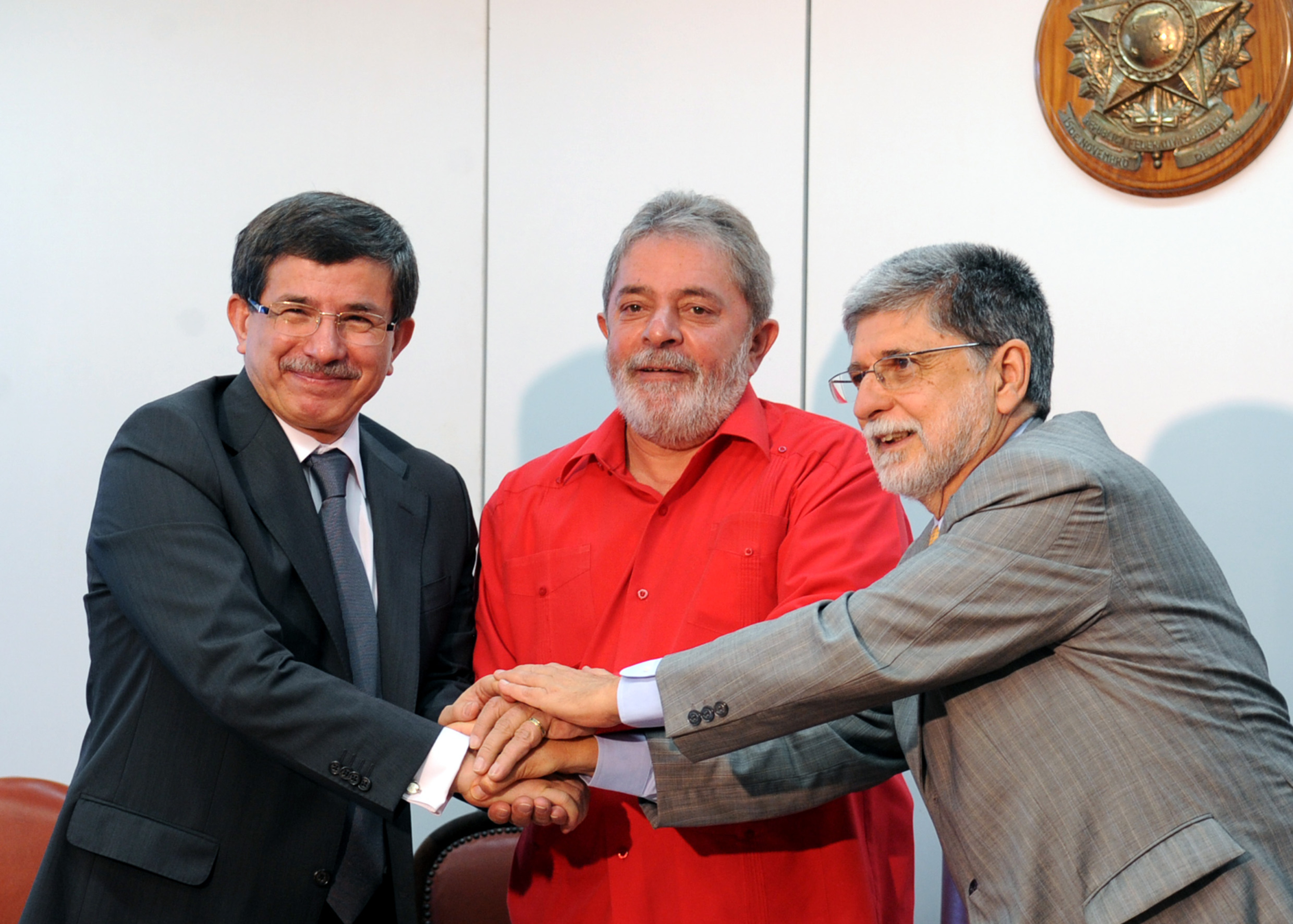
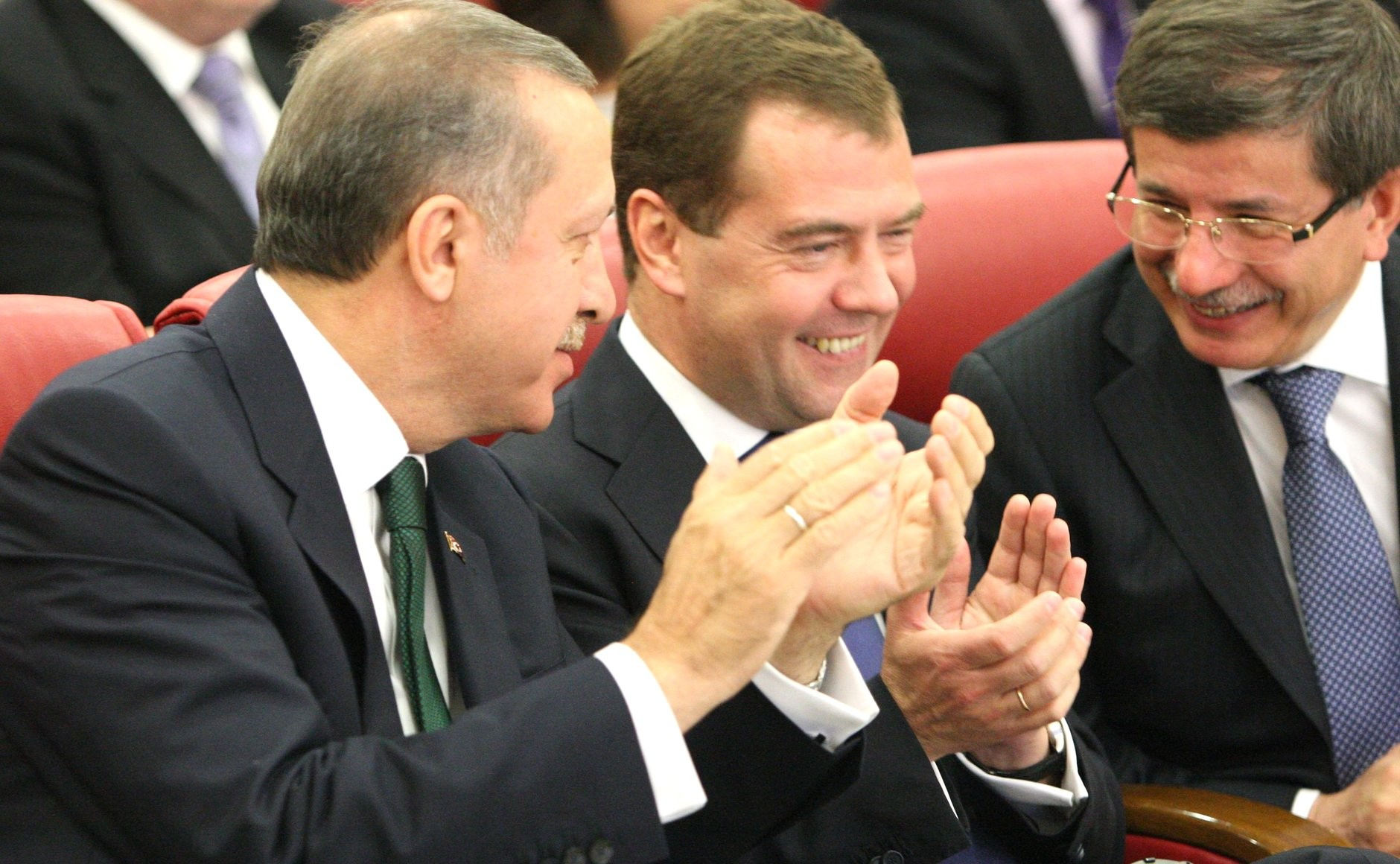